# Темістоклес Замміт
Сер Темістоклес (Темі) Замміт (мальт. Themistocles (Temi) Zammit, 30 вересня 1864 — 2 листопада 1935) — мальтійський археолог, історик, письменник, професор хімії та лікар. У 1920—1926 роках — ректор Мальтійського університету та перший директор Національного музею археології Мальти у місті Валлетта.

## Біографія
Здобув медичну освіту в Мальтійському університеті, спеціалізувався на бактеріології в Лондоні та Парижі. 1905 року опублікував результати дослідження передачі людині бруцельозу через козяче молоко, що продовжило ґрунтовні дослідження сера Девіда Брюса, який знайшов до цього збудника цієї хвороби. Буцельоз на тоді був відомий як «мальтійська гарячка». Результати цього епідеміологічного дослідження допомогли здолати епідемію цієї хвороби на Мальті. Як тільки на острові перестали вживати сире козяче молоко, а стали його кип'ятити, а згодом, пастеризувати, епідемія пішла нанівець. За боротьбу з бруцельозом Замміт отримав звання лицаря.
Замміт також був автором низки літературних творів мальтійською мовою, за що Оксфордський університет присудив йому ступінь доктора літературознавства «Honoris Causa». Замміт також опублікував «Історію Мальтійських островів» та провів розкопки ряду найважливіших археологічних пам'яток Мальти, таких, як підземне святилище Хал-Сафліені та мегалітичні храми Таршіен, Хаджар-Кім та Мнайдра, які пізніше були включені до списку Світової спадщини ЮНЕСКО.
Крім важливих археологічних відкриттів, які привернули до Мальти увагу істориків світу, Т. Замміт зробив важливий внесок в методологію археологічних досліджень.
Його портрет зображений на мальтійській монеті 1973 року номіналом 1 фунт.